# Bí tích
Trong Kitô giáo, bí tích được coi là một nghi thức quan trọng và có ý nghĩa. Nhiều Kitô hữu tin rằng các bí tích biểu thị cách tượng trưng chân tính Thiên Chúa cũng như nguồn mạch ân sủng của Thiên Chúa. Quan điểm về sự tồn tại của các bí tích, số lượng và ý nghĩa của chúng là khác nhau giữa Giáo hội Công giáo, Chính thống giáo và các hệ phái Kháng Cách. Giáo hội Công giáo và các giáo hội thuộc truyền thống Luther, Trưởng lão, Giám lý, Anh giáo, Calvin tuân theo định nghĩa về bí tích của Giám mục Augustinus thành Hippo, người cho rằng bí tích là dấu chỉ hữu hình của ân sủng, do Đức Kitô thiết lập, và qua bí tích, ân sủng Thiên Chúa được thông ban cho người lãnh nhận. Các bí tích phần nào biểu thị sự khả giác của ân sủng Thiên Chúa đối với người trao ban và người lãnh nhận.

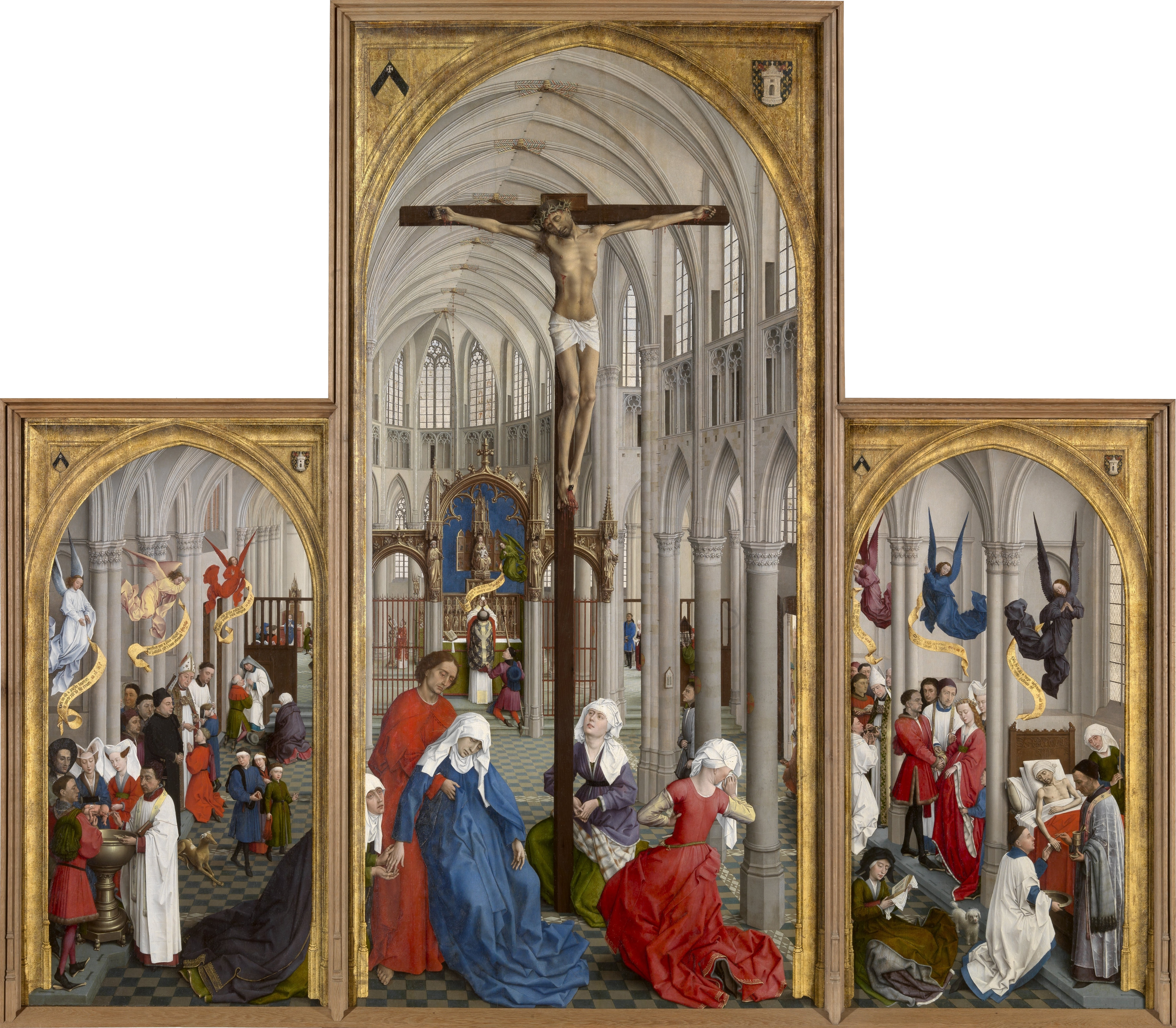
Bảy Bí Tích, một bức tranh của Rogier van der Weyden, khoảng năm 1448

Giáo hội Công giáo, Giáo hội Hussite Tiệp Khắc và Giáo hội Công giáo Cổ công nhận bảy bí tích: Rửa Tội, Thống Hối (Giao Hòa hay Xưng Tội), Thánh Thể, Thêm Sức, Hôn Phối, Truyền Chức Thánh và Xức Dầu Bệnh Nhân. Các giáo hội Đông phương như Giáo hội Chính thống giáo Đông phương, Giáo hội Chính thống giáo Cổ Đông phương và các giáo hội Công giáo Đông phương cũng công nhận bảy bí tích quan trọng, nhưng các giáo hội này sử dụng thuật ngữ màu nhiệm thánh để ám chỉ thuật ngữ tiếng Hy Lạp μυστήριον (mysterion) cũng như ám chỉ những nghi thức được coi là bí tích và á bí tích trong truyền thống Kitô giáo Tây phương cùng một số thực tại khác, tựu trung có màu nhiệm Hội Thánh. Nhiều hệ phái Kháng Cách, chẳng hạn như phái Calvin, giảng dạy rằng Đức Kitô chỉ thiết lập hai nghi thức, đó là Lễ Tiệc Thánh (kỷ niệm sự chết và phục sinh của Chúa Giêsu) và Lễ Báp-têm (nghi thức dìm cơ thể trong nước). Truyền thống Giáo hội Luther cũng có hai nghi thức như trên, nhưng có thêm nghi thức Xưng và Tha Tội. Giáo huấn của Giáo hội Anh giáo và Phong trào Giám lý thì cho rằng "trong sách Phúc Âm, có hai phép Bí tích được Đức Kitô, Chúa chúng ta thiết lập, đó là Báp-têm và Tiệc Thánh," cùng "năm phép khác quen gọi là Bí tích, đó là Thêm Sức, Thống Hối, Phong Chức, Hôn Phối và Xức Dầu Sau Cùng; tuy vậy các phép này không được coi là phép Bí tích theo Phúc Âm."
Một số truyền thống khác, chẳng hạn như phái Giáo hữu, không thừa nhận bất kỳ một nghi thức nào được nhắc đến ở trên, hoặc như phái Trùng tẩy thì coi các nghi thức trên là những việc làm đáng khen hoặc mang tính nhắc nhớ, chứ không thông ban ân sủng thực sự; nói cách khác thì chúng chẳng phải là "bí tích" mà chỉ là những "giáo nghi" có liên hệ với một vài khía cạnh của niềm tin Kitô giáo.

## Bảng tổng hợp
| Giáo hội/ Hệ phái               | Rửa Tội/ Báp-têm | Thêm Sức           | Thánh Thể/ Tiệc Thánh | Thống Hối | Hôn Phối | Truyền Chức Thánh/ Phong Chức | Xức Dầu Bệnh Nhân | Men Thánh | Dấu Thánh Giá |
| ------------------------------- | ---------------- | ------------------ | --------------------- | --------- | -------- | ----------------------------- | ----------------- | --------- | ------------- |
| Công giáo                       | Có               | Có                 | Có                    | Có        | Có       | Có                            | Có                | Không     | Không         |
| Chính thống giáo Đông phương    | Có               | Có (Xức Dầu Thánh) | Có                    | Có        | Có       | Có                            | Có                | Không     | Không         |
| Chính thống giáo Cổ Đông phương | Có               | Có (Xức Dầu Thánh) | Có                    | Có        | Có       | Có                            | Có                | Không     | Không         |
| Cảnh giáo                       | Có               | Có (Xức Dầu Thánh) | Có                    | Có        | Không    | Có                            | Không             | Có        | Có            |
| Hussite                         | Có               | Có                 | Có                    | Có        | Có       | Có                            | Có                | Không     | Không         |
| Moravia                         | Có               | Có                 | Có                    | Không     | Có       | Có                            | Không             | Không     | Không         |
| Luther                          | Có               | Không              | Có                    | Có lẽ     | Không    | Không                         | Không             | Không     | Không         |
| Công giáo Anh                   | Có               | Có                 | Có                    | Có        | Có       | Có                            | Có                | Không     | Không         |
| Quảng phái (Anh giáo)           | Có               | Có lẽ              | Có                    | Có lẽ     | Có lẽ    | Có lẽ                         | Có lẽ             | Không     | Không         |
| Trung tâm (Anh giáo)            | Có               | Không              | Có                    | Không     | Không    | Không                         | Không             | Không     | Không         |
| Anh giáo Phúc Âm                | Có               | Không              | Có                    | Không     | Không    | Không                         | Không             | Không     | Không         |
| Giám lý                         | Có               | Không              | Có                    | Không     | Không    | Không                         | Không             | Không     | Không         |
| Calvin                          | Có               | Không              | Có                    | Không     | Không    | Không                         | Không             | Không     | Không         |
| Phái Irving                     | Có               | Có (Đóng Ấn Thánh) | Có                    | Không     | Không    | Không                         | Không             | Không     | Không         |
| Các Thánh hiện đại              | Có (phi Ba Ngôi) | Có                 | Có                    | Có        | Có       | Có                            | Có                | Không     | Không         |